# Renate Valtin
Renate Valtin (* 20. September 1943 in Winterberg) ist eine deutsche Erziehungswissenschaftlerin und Autorin von Büchern zum Thema Schriftspracherwerb und Legasthenie. Sie forscht zu sozial-kognitiver und moralischer Entwicklung von Kindern und Jugendlichen sowie zu digitalen Medien im Zusammenhang mit Lese- und Schreibkompetenzen. Valtin entwickelte in Berlin ein Stufenmodell des Schriftspracherwerbs.

## Leben
Renate Valtin, Tochter von Emmy Valtin (geb. Biederbeck) und dem Elektrokaufmann Karl Valtin, studierte von 1962 bis 1966 in Köln und Hamburg Germanistik, Romanistik, Psychologie und Pädagogik. Ihre erste Lehramtsprüfung für die Volks- und Realschule legte sie 1966 an der Universität Hamburg ab und erhielt im selben Jahr ein Promotionsstipendium der Stiftung Volkswagenwerk. Im Jahr 1969 wurde sie an der Philosophischen Fakultät der Universität Hamburg bei Peter Martin Roeder in Erziehungswissenschaften zur Dr. phil. promoviert. Von 1969 bis 1975 arbeitete sie ebendort als wissenschaftliche Assistentin. Sie ist verheiratet.

## Leistungen
Im Jahr 1974 hielt sich Valtin im Rahmen einer Gastprofessur an der Universität Buffalo in New York auf; ab 1975 bekleidete sie eine erziehungswissenschaftliche Professur mit dem Schwerpunkt Vorschulpädagogik und Schuleingangsstufe an der Pädagogischen Hochschule Berlin. Ab 1981 war sie Professorin für Erziehungswissenschaft an die Freie Universität Berlin und seit 1992 ist sie Professorin für Grundschulpädagogik an der Humboldt-Universität zu Berlin. Parallel hatte sie von 1982 bis 1996 den Vorsitz des Arbeitskreises Grundschule e. V. im Grundschulverband inne und war von 1988 bis 1999 Herausgeberin der Reihe Beiträge zur Reform der Grundschule. Valtin ist ferner Mitglied des Berliner Bildungsrats und des Deutschen Jugendinstituts. Ab dem Jahr 1994 arbeitete sie an der Konzeption der Primarstufenlehrerausbildung im Rahmen des Potsdamer Modells der Lehrerbildung mit. Die Liste ihrer Veröffentlichungen umfasst ca. 250 Texte.
Seit den 1970er Jahren bekleidete Valtin dreimal für jeweils mehrere Jahre das Amt der Präsidentin der Deutschen Gesellschaft für Lesen und Schreiben. Von 2001 bis 2004 war sie außerdem Mitglied im Konsortium der IGLU-Studie (Internationale Grundschul-Leseuntersuchung). Neben Legasthenie und Schriftspracherwerb gehören geschlechtsspezifische Sozialisation und Koedukation sowie grundschulpädagogische Themen zur Leistungsbewertung und Integration behinderter Kinder zu ihren Arbeitsschwerpunkten.

## Stufenmodell Lesen und Schreiben nach Valtin
Das Stufenmodell geht davon aus, dass es für Annäherungen an einen Lerngegenstand sinnvoll ist, Fehler zu machen. Diese können paradoxerweise Fortschritte in der Entwicklung schriftsprachlicher Fähigkeiten signalisieren.
| Stufe | Fähigkeiten und Einsichten                                                              | Lesen | Schreiben                                                                                            |
| ----- | --------------------------------------------------------------------------------------- | --- | --- |
| 1     | Nachahmung äußerer Verhaltensweisen                                                     | „Als-ob-Lesen“ | Kritzeln                                                                                             |
| 2     | Kenntnis einzelner Buchstaben anhand figurativer Merkmale                               | Erraten von Wörtern auf Grund von visueller Merkmale von Buchstaben oder -teilen. z. B. Firmennamen                           | Malen von Buchstabenreihen und Malen des Namens                                                      |
| 3     | Beginnende Einsicht in den Buchstaben-Laut-Bezug, Kenntnisse einiger Buchstaben / Laute | Benennen von Lautelementen häufig orientiert am Anfangsbuchstaben, Abhängigkeit von Kontext                                   | Schreiben von Lautelementen (Anlaut, prägnanter Laut zu beginn des Wortes), „Skelettschreibungen“    |
| 4     | Einsicht in die Buchstabe-Laut-Beziehung                                                | Buchstabenweises Erlesen (Übersetzen von Buchstaben und Lautreihen), gelegentliches Sinnverständnis                           | Phonetische Schreibung nach dem Prinzip „Schreibe wie du sprichst“                                   |
| 5     | Verwendung orthographischer bzw. sprachstruktureller Muster                             | Fortgeschrittenes Lesen, Verwendung größerer Einheiten (z. B. mehrgliedrige Schriftzeichen, Silben, Endungen wie -en und -er) | Verwendung orthographischer Muster (z. B. -en, -er, Umlaute), gelegentlich falsche Generalisierungen |
| 6     | Automatisierung von Teilprozessen                                                       | Automatisches Worterkennen und Hypothesenbildung                                                                              | Entfaltete orthographische Kenntnisse                                                                |

## Auszeichnungen
- 1974: Institute of Reading Research Fellowship Award der International Reading Association
- 2000: Berufung in die Reading Hall of Fame
- 2005: William S. Gray Citation of Merit Award der International Reading[4]

## Forschungsprojekte
- Legasthenie: Verschiedene quantitative und qualitative empirische Studien sowie theoretische und didaktische Beiträge zu Ursachen und Erscheinungsformen von Lese-Rechtschreib-Schwierigkeiten.[5][6]

- Schriftspracherwerb: Diverse, thematisch unterschiedlich gelagerte Studien mit Kindern im Vor- und Grundschulschulalter.[7]

- Entwicklung sozialkognitiver und moralischer Konzepte: Mehrere Teilstudien in der Tradition von Jean Piaget und den von ihm beeinflussten Psychologen Lawrence Kohlberg & Robert L. Selman, innerhalb derer halb strukturierte Einzelinterviews mit Kindern und Jugendlichen im Alter von 5 bis 18 Jahren durchgeführt wurden.[8][9]

- NOVARA (Noten- oder Verbalbeurteilung – Akzeptanz, Realisierung und Auswirkungen): Bei dem NOVARA-Projekt handelt es sich um eine von der Deutschen Forschungsgemeinschaft (DFG) geförderte Längsschnittstudie zur Leistungsbeurteilung in Ost- und Westberliner Grundschulen.[10]

- AIDA (Adaption in der Adoleszenz): Das ebenfalls DFG-geförderte AIDA-Projekt ist die Fortsetzung von NOVARA sowie einem weiteren Projekt mit dem Titel "Schulische Adaption und Bildungsaspiration" (SABA). AIDA untersucht im fortgesetzten Vergleich von Grundschulkindern aus Ost- und West-Berlin die Stabilität und Veränderung schulleistungsbezogener Persönlichkeitsmerkmale von der Kindheit bis zur Adoleszenz. Es handelt sich ebenfalls um eine Längsschnittstudie, an der mehrere Tausend Jugendliche über drei Messzeitpunkte (Klasse 7, 8 und 9) teilnahmen.[11][12]

- ELINET (European Literacy Policy Network): Das ELINET-Projekt wurde im Februar 2014 ins Leben gerufen und erhielt von der Europäischen Kommission eine Zuwendung von 3 Millionen Euro. Ziele waren die Entwicklung evidenzbasierter Instrumente für alle Akteure in den verschiedenen Bereichen der Lese- und Schreibförderung auf lokaler, regionaler, nationaler und transnationaler Ebene, ferner die Unterstützung bestehender und die Initiierung neuer Aktivitäten zur Verringerung der Zahl schwacher Leser, und schließlich die Verbesserung der zugehörigen Bildungspolitik in allen EU-Mitgliedsländern. Dem ELINET-Projekt gehörten 80 Partnerorganisationen aus 28 Ländern an, davon 24 EU-Mitgliedstaaten. Das Netzwerk wurde von Prof. Dr. Christine Garbe (Universität Köln) koordiniert. Renate Valtin war Leiterin der Arbeitsgruppe Vor- und Grundschule.[13]

- Förderung digitaler Kompetenzen: Im Zusammenhang mit dem ELINET-Projekt entstanden in internationaler Kooperation außerdem zwei Berichte zum Thema digitale Medien und deren Eignung für die Vermittlung und Förderung basaler Lese- und Schreibkompetenzen (Überblicke zu den Forschungsständen für das Neugeborenen-, Säuglings-, Kleinkind- und Kindesalter).[14]

## Schriften (Auswahl)
Als Autorin
- Mit Reinhard Fatke: Freundschaft und Liebe. Persönliche Beziehungen im Ost/West- und im Geschlechtervergleich. 2., durchgesehene Auflage. 2017, ISBN 3-403-02944-1, doi:10.25656/01:12852, urn:nbn:de:0111-pedocs-128522 (pedocs.de [PDF] Erstausgabe: Auer Verlag, Donauwörth  1997).
- Mit Christine Garbe und David Mallows: ELINET Country Reports – Frame of Reference. ELINET 2016., doi:10.25656/01:24164, urn:nbn:de:0111-pedocs-241648 (pedocs.de [PDF]).
- Mit Christine Garbe und David Mallows: European Framework of Good Practice in Raising Literacy Levels of Children, Adolescents and Adults. ELINET, Köln 2016 (researchgate.net).
- Mit Konrad Ehlich und Beate Lütke: Erfolgreiche Sprachförderung unter Berücksichtigung der besonderen Situation Berlins. Expertise im Auftrag des Senats. Berlin 2012, doi:10.25656/01:20315, urn:nbn:de:0111-pedocs-203153 (pedocs.de [PDF]).
- Mit Johannes König und Christine Wagner: Jugend-Schule-Zukunft. Psychosoziale Bedingungen der Persönlichkeitsentwicklung. Ergebnisse der Längsschnittstudie AIDA. Waxmann Verlag, Münster 2011, doi:10.25656/01:20900, urn:nbn:de:0111-pedocs-209000 (pedocs.de [PDF]).
- Was ist ein gutes Zeugnis? Noten und verbale Beurteilungen auf dem Prüfstand. Juventa Verlag, Weinheim, München 2002, doi:10.25656/01:16802, urn:nbn:de:0111-pedocs-168024 (pedocs.de [PDF]).
- mit Elisabeth Flitner: Mit den Augen der Kinder: Freundschaft, Geheimnisse, Streiten, Lügen und Strafen. Rowohlt Verlag, Reinbek 1991, ISBN 3-499-19156-3.
- Mit Jens Hinnrichs und Helene Will-Beuermann: Bunte Fibel: Fibelhandbuch. Hannover 1990, ISBN 3-507-40217-3.
- Mit Udo O. Jung und Gerheid Scheerer-Neumann: Legasthenie in Wissenschaft und Unterricht. Wissenschaftliche Buchgesellschaft, Darmstadt 1981, ISBN 3-534-07528-5.
- Mit Eve Malmquist: Förderung legasthenischer Kinder in der Schule. Julius Beltz, Weinheim/Basel 1974, ISBN 3-407-62052-7.
- Empirische Untersuchungen zur Legasthenie. Schroedel Verlag, Hannover, Berlin, Darmstadt, Dortmund 1972, doi:10.25656/01:26371, urn:nbn:de:0111-pedocs-263717 (pedocs.de [PDF]).
- Legasthenie – Theorien und Untersuchungen. 1. Auflage. Hamburg 1970.

Als Herausgeberin
- Anke Hußmann, Heike Wendt, Wilfried Bos, Albert Bremerich-Vos, Daniel Kasper, Eva-Maria Lankes, Nele McElvany, Tobias C. Stubbe, Renate Valtin (Hrsg.): IGLU 2016. Lesekompetenzen von Grundschulkindern in Deutschland im internationalen Vergleich. Waxmann Verlag, Münster / New York 2017, ISBN 978-3-8309-3700-5, doi:10.25656/01:15476, urn:nbn:de:0111-pedocs-154761.
- Renate Valtin, Irmela Tarelli (Hrsg.): Lesekompetenz nachhaltig stärken. Evidenzbasierte Maßnahmen und Programme. Deutsche Gesellschaft für Lesen und Schreiben, Berlin 2014, ISBN 978-3-9815930-1-3, doi:10.25656/01:24375, urn:nbn:de:0111-pedocs-243759.
- Erika Brinkmann: Lesen- und Schreibenlernen mit Hilfe des Computers. Können Programme den eigenaktiven Schriftspracherwerb der Kinder sinnvoll unterstützen? Hrsg.: Renate Valtin, Erika Brinkmann. Deutsche Gesellschaft für Lesen und Schreiben, Berlin 2012, ISBN 978-3-9809663-4-4, doi:10.25656/01:20523, urn:nbn:de:0111-pedocs-205236 (Originaltitel: Lesen- und Schreibenlernen mit digitalen Medien.).
- Renate Valtin, Sabine Hornberg (Hrsg.): Mehrsprachigkeit. Chance oder Hürde beim Schriftspracherwerb? Empirische Befunde und Beispiele guter Praxis. Deutsche Gesellschaft für Lesen und Schreiben, Berlin 2011, ISBN 978-3-9809663-2-0, doi:10.25656/01:26447, urn:nbn:de:0111-pedocs-264475.
- Renate Valtin, Ada Sasse (Hrsg.): Mädchen und Jungen in der Schule. Förderung von Lesekompetenz und Leseinteresse. Deutsche Gesellschaft für Lesen und Schreiben, Berlin 2011, ISBN 978-3-9809663-3-7, doi:10.25656/01:21025, urn:nbn:de:0111-pedocs-210256.
- Wilfried Bos,  Sabine Hornberg,  Karl-Heinz Arnold,  Gabriele Faust,  Lilian Fried,  Eva-Maria Lankes,  Knut Schwippert,  Renate Valtin (Hrsg.): IGLU 2006 - die Grundschule auf dem Prüfstand. Waxmann Verlag, Münster 2010, ISBN 978-3-8309-7340-9.
- Charles Berg,  Wilfried Bos,  Sabine Hornberg,  Peter Kühn,  Romain Martin,  Pierre Reding,  Tobias C. Stubbe,  Renate Valtin (Hrsg.): LESELUX. Lesekompetenzen Luxemburger Schülerinnen und Schüler auf dem Prüfstand. Waxmann Verlag, Münster 2009, ISBN 978-3-8309-7222-8.
- Renate Valtin, Bernhard Hofmann (Hrsg.): Kompetenzmodelle der Orthographie. Empirische Befunde und förderdiagnostische Möglichkeiten. Deutsche Gesellschaft für Lesen und Schreiben, Berlin 2009, ISBN 978-3-9809663-0-6, doi:10.25656/01:21169, urn:nbn:de:0111-pedocs-211691.
- Renate Valtin,  Bernhard Hofmann (Hrsg.): Projekte, Positionen, Perspektiven. 40 Jahre DGLS. Deutsche Gesellschaft für Lesen und Schreiben, Berlin 2009, ISBN 978-3-9809663-9-9.
- Renate Valtin, Ingrid Naegele (Hrsg.): Das schaffe ich! Lese- und Rechtschreibschwierigkeiten überwinden, Arbeitsheft A. Schroedel Verlag, Braunschweig 2006, ISBN 978-3-507-06050-0.
- Renate Valtin, Ingrid Naegele (Hrsg.): Das schaffe ich! Lese- und Rechtschreibschwierigkeiten überwinden, Arbeitsheft B. Schroedel Verlag, Braunschweig 2007, ISBN 978-3-507-06052-4.
- Renate Valtin, Bernhard Hofmann (Hrsg.): Förderdiagnostik beim Schriftspracherwerb. Deutsche Gesellschaft für Lesen und Schreiben, Berlin 2007, ISBN 978-3-9809663-5-1, doi:10.25656/01:12412, urn:nbn:de:0111-pedocs-124120.
- Wilfried Bos,  Sabine Hornberg,  Karl-Heinz Arnold,  Gabriele Faust,  Lilian Fried,  Eva-Maria Lankes,  Knut Schwippert,  Renate Valtin (Hrsg.): IGLU 2006. Lesekompetenzen von Grundschulkindern in Deutschland im internationalen Vergleich. Münster / New York 2007, ISBN 978-3-8309-6919-8.
- Charles Berg,  Wilfried Bos,  Sabine Hornberg,  Peter Kühn,  Pierre Reding,  Renate Valtin (Hrsg.): Lesekompetenzen Luxemburger Schülerinnen und Schüler auf dem Prüfstand. Münster 2007, ISBN 978-3-8309-6924-2.
- Renate Valtin, Ada Sasse (Hrsg.): Schriftspracherwerb und soziale Ungleichheit. Zwischen kompensatorischer Erziehung und Family Literacy. Deutsche Gesellschaft für Lesen und Schreiben, Berlin 2006, ISBN 3-9809663-3-X, doi:10.25656/01:21017, urn:nbn:de:0111-pedocs-210178.
- Wilfried Bos,  Eva-Maria Lankes,  Manfred Prenzel,  Knut Schwippert,  Renate Valtin,  Gerd Walther (Hrsg.): IGLU. Vertiefende Analysen zu Leseverständnis, Rahmenbedingungen und Zusatzstudien. Waxmann, Münster 2005, ISBN 978-3-8309-6580-0.
- Renate Valtin, Ada Sasse (Hrsg.): Lesen lehren. Deutsche Gesellschaft für Lesen und Schreiben, Berlin 2005, ISBN 3-9809663-1-3.
- Wilfried Bos,  Eva-Maria Lankes,  Manfred Prenzel,  Knut Schwippert,  Renate Valtin,  Gerd Walther (Hrsg.): Erste Ergebnisse aus IGLU. Schülerleistungen am Ende der vierten Jahrgangsstufe im internationalen Vergleich. Waxmann Verlag, Münster 2003, ISBN 3-8309-1200-5 (kmk.org [PDF; abgerufen am 25. Januar 2024]).
- Renate Valtin, Ingrid Naegele (Hrsg.): LRS - Legasthenie - in den Klassen 1-10. Handbuch der Lese-Rechtschreib-Schwierigkeiten. I. Grundlagen und Grundsätze der Lese-Rechtschreib-Förderung. 6., vollständig überarbeitete Auflage. Beltz, Weinheim / Basel / Berlin 2003, ISBN 3-407-62495-6, doi:10.25656/01:21085, urn:nbn:de:0111-pedocs-210852.
- Renate Valtin, Ingrid Naegele (Hrsg.): LRS – Legasthenie in den Klassen 1-10. Handbuch der Lese-Rechtschreib-Schwierigkeiten. II. Schulische Förderung und außerschulische Therapien. 2., überarbeitete Auflage. Beltz, Weinheim / Basel 2001, ISBN 978-3-407-62490-1, doi:10.25656/01:21086, urn:nbn:de:0111-pedocs-210863.
- Renate Valtin (Hrsg.): Rechtschreiben lernen in den Klassen 1 - 6. Grundlagen und didaktische Hilfen. Grundschulverband, Frankfurt am Main 2000, ISBN 3-930024-76-4.
- Renate Valtin, Ute Warm (Hrsg.): Frauen machen Schule. 2., veränderte und erweiterte Auflage. Arbeitskreis Grundschule e.V., Frankfurt am Main 1996 (Erstausgabe:  1985).
- Renate Valtin, Rosemarie Portmann (Hrsg.): Gewalt und Aggression: Herausforderungen für die Grundschule. Arbeitskreis Grundschule e.V., Frankfurt am Main 1995, ISBN 978-3-930024-53-7.
- Renate Valtin, Gertrud Pfister (Hrsg.): MädchenStärken - Probleme der Koedukation in der Grundschule. 2. unveränderte Auflage. Arbeitskreis Grundschule e.V., Frankfurt am Main 1996, ISBN 978-3-930024-33-9, doi:10.25656/01:19407, urn:nbn:de:0111-pedocs-194078 (Erstausgabe:  1993).
- Renate Valtin, Peter Heyer (Hrsg.): Die sechsjährige Grundschule in Berlin. Arbeitskreis Grundschule e.V., Frankfurt am Main 1991, ISBN 978-3-930024-27-8.
- Renate Valtin, Elisabeth Flitner (Hrsg.): Dritte im Bund: Die Geliebte. 2. Auflage. Rowohlt Verlag, Reinbek 1992, ISBN 978-3-499-19376-7 (Erstausgabe:  1987).
- Renate Valtin, Ingrid Naegele (Hrsg.): Schreiben ist wichtig! Grundlagen und Beispiele für kommunikatives Schreiben (lernen). Arbeitskreis Grundschule e.V., Frankfurt am Main 1986.
- Renate Valtin, John Downing (Hrsg.): Language awareness and learning to read. Springer Nature, New York / Berlin / Heidelberg / Tokyo 1984, ISBN 978-0-387-90890-8 (englisch).
- Renate Valtin, Alfred Sander, Anton Reinartz (Hrsg.): Gemeinsam leben – gemeinsam lernen. Behinderte Kinder in der Grundschule. Konzepte und Erfahrungen. 3. Auflage. Arbeitskreis Grundschule e.V., Frankfurt am Main 1995, ISBN 978-3-930024-07-0 (Erstausgabe:  1984).
- Renate Valtin (Hrsg.): Einführung in die Legasthenieforschung. Weinheim, Basel 1973, ISBN 978-3-407-51050-1.